# Hong Sang-soo
Hong Sang-soo (Seul, 25 de outubro de 1960) é um diretor e roteirista sul-coreano.

## Início de vida e educação
Os pais de Hong eram donos da produtora cinematográfica Cinetel Soul. Hong fez o vestibular e ingressou no departamento de teatro da Universidade Chung-Ang, na Coreia do Sul. Ele então estudou nos Estados Unidos, onde recebeu seu bacharelado pelo California College of Arts and Crafts e seu mestrado na School of the Art Institute of Chicago.

## Carreira
Hong fez sua estreia na direção aos 35 anos com O Dia em Que o Porco Caiu no Poço em 1996. A Mulher é o Futuro do Homem (2004) foi seu primeiro filme a ser exibido em competição no Festival de Cannes.
Os filmes de Hong também foram exibidos no Festival Internacional de Cinema de Berlim, no Festival de Cinema de Veneza e no Festival de Cinema de Locarno.
Ele recebeu o Prix Un Certain Regard no Festival de Cinema de Cannes de 2010 por Hahaha, o Silver Leopard Award de Melhor Diretor no Festival Internacional de Cinema de Locarno de 2013 por Our Sunhi e o Leopardo de Ouro no Festival Internacional de Cinema de Locarno de 2015 por Certo Agora, Errado Antes. Seu filme de 2020, A Mulher que Fugiu, lhe rendeu o Urso de Prata de melhor diretor no 70.º Festival Internacional de Cinema de Berlim.

## Estilo de filme
Existem certos elementos que são comumente encontrados nos filmes de Hong. Um filme típico de Hong destaca um tema de realismo doméstico, com muitas das cenas ambientadas em ruas residenciais, cafés, hotéis, escolas e nas escadarias de prédios de apartamentos. Os personagens do filme são vistos andando pela cidade, bebendo soju e fazendo sexo. Os personagens principais de seus filmes costumam ser diretores ou atores, e as cenas geralmente consistem em uma única tomada, geralmente começando e terminando com o zoom da câmera. O orçamento para seus filmes é de cerca de 100 mil dólares.
Hong costuma ser espontâneo durante as filmagens, apresentando as cenas do dia na manhã da filmagem e frequentemente mudando as histórias durante o set. Ele raramente prepara roteiros com antecedência. Em vez disso, Hong começa com uma orientação básica e escreve suas cenas na manhã do dia da filmagem, fazendo alterações ao longo do dia. Hong começa o dia de filmagem às 4 da manhã, quando começa a escrever o diálogo para a filmagem daquele dia. Hong também desenvolve um relacionamento próximo com os atores por causa do álcool e cigarros e às vezes filma certas cenas enquanto os atores estão sob influência.
O estilo de Hong foi comparado ao de Eric Rohmer, e foi até argumentado que alusões aos filmes de Rohmer aparecem em alguns filmes dirigidos por Hong.

## Vida pessoal
Em 2016, foi relatado que Hong estava tendo um caso extraconjugal com a atriz Kim Min-hee, que apareceu em seu filme de 2015, Certo Agora, Errado Antes. Hong admitiu o caso em março de 2017, na estreia de Na Praia à Noite Sozinha em Seul. Ele entrou com um processo de divórcio de sua esposa em dezembro de 2016, mas o tribunal rejeitou seu pedido em junho de 2019, insistindo que apenas a parte lesada, a esposa de Hong, poderia iniciar uma separação judicial.

## Filmografia

### Longas-metragens
| Ano  | Filme                                | Credito como | Credito como | Credito como | Notas                        |
| Ano  | Filme                                | Diretor      | Roteirista   | Produtor     | Notas                        |
| ---- | ------------------------------------ | ------------ | ------------ | ------------ | ---------------------------- |
| 1996 | Dwaejiga umul-e ppajin nal           | Sim          | Sim          |              |                              |
| 1998 | Gangwon-do ui him                    | Sim          | Sim          |              |                              |
| 2000 | Oh! Soo-jung                         | Sim          | Sim          |              |                              |
| 2002 | Saenghwalui balgyeon                 | Sim          | Sim          |              |                              |
| 2004 | Yeojaneun namjaui miraeda            | Sim          | Sim          |              |                              |
| 2005 | Geukjangjeon                         | Sim          | Sim          |              |                              |
| 2006 | Haebyeoneui Yeoin                    | Sim          | Sim          |              |                              |
| 2008 | Bam-goa Nat                          | Sim          | Sim          |              |                              |
| 2009 | Jal Aljido Mot-hamyeonseo            | Sim          | Sim          |              |                              |
| 2010 | Hahaha                               | Sim          | Sim          | Sim          |                              |
| 2010 | Ok-hi-eui Yeonghwa                   | Sim          | Sim          | Sim          |                              |
| 2011 | Bukchon Banghyang                    | Sim          | Sim          | Sim          |                              |
| 2012 | Dareun Naraeseo                      | Sim          | Sim          | Sim          |                              |
| 2013 | Nugu-ui ttal-do anin Haewon          | Sim          | Sim          | Sim          |                              |
| 2013 | Uri Seonhui                          | Sim          | Sim          | Sim          |                              |
| 2014 | Jayuui Eondeok                       | Sim          | Sim          | Sim          |                              |
| 2015 | Jigeumeun matgo geuttaeneun teullida | Sim          | Sim          | Sim          |                              |
| 2016 | Dangsinjasingwa dangsinui geot       | Sim          | Sim          | Sim          |                              |
| 2017 | Bamui haebyun-eoseo honja            | Sim          | Sim          | Sim          |                              |
| 2017 | A Câmera de Claire                   | Sim          | Sim          | Sim          |                              |
| 2017 | Geu-hu                               | Sim          | Sim          | Sim          |                              |
| 2018 | Grass                                | Sim          | Sim          | Sim          |                              |
| 2018 | Gangbyeon hotel                      | Sim          | Sim          | Sim          |                              |
| 2020 | Domangchin yeoja                     | Sim          | Sim          | Sim          |                              |
| 2021 | Inteurodeoksyeon                     | Sim          | Sim          | Sim          |                              |
| 2021 | Dangsin-eolgul-apese                 | Sim          | Sim          |              | Exibido na estreia em Cannes |

### Curtas-metragens
| Ano  | Filme                            | Segmento              | Creditado como | Creditado como |
| Ano  | Filme                            | Segmento              | Diretor        | Roteirista     |
| ---- | -------------------------------- | --------------------- | -------------- | -------------- |
| 2009 | Jeonju Digital Project: Visitors | Lost in the Mountains | Sim            | Sim            |
| 2011 | List                             | —                     | Sim            | Sim            |
| 2013 | Venice 70: Future Reloaded       | 50:50                 | Sim            | Sim            |